# زفاف ماري الأولى ملكة إنجلترا وفيليب ملك إسبانيا

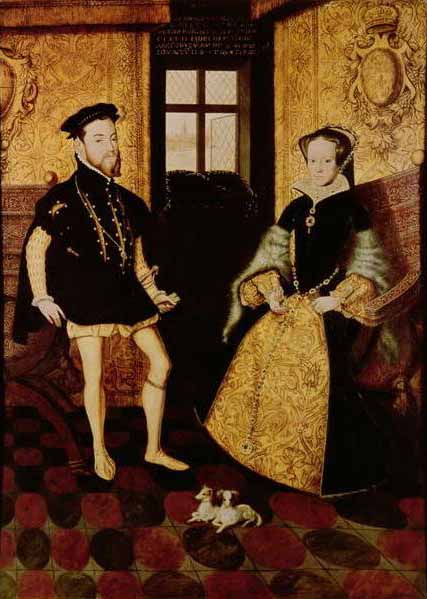
ماري الأولى ملكة إنجلترا وفيليب الثاني ملك إسبانيا

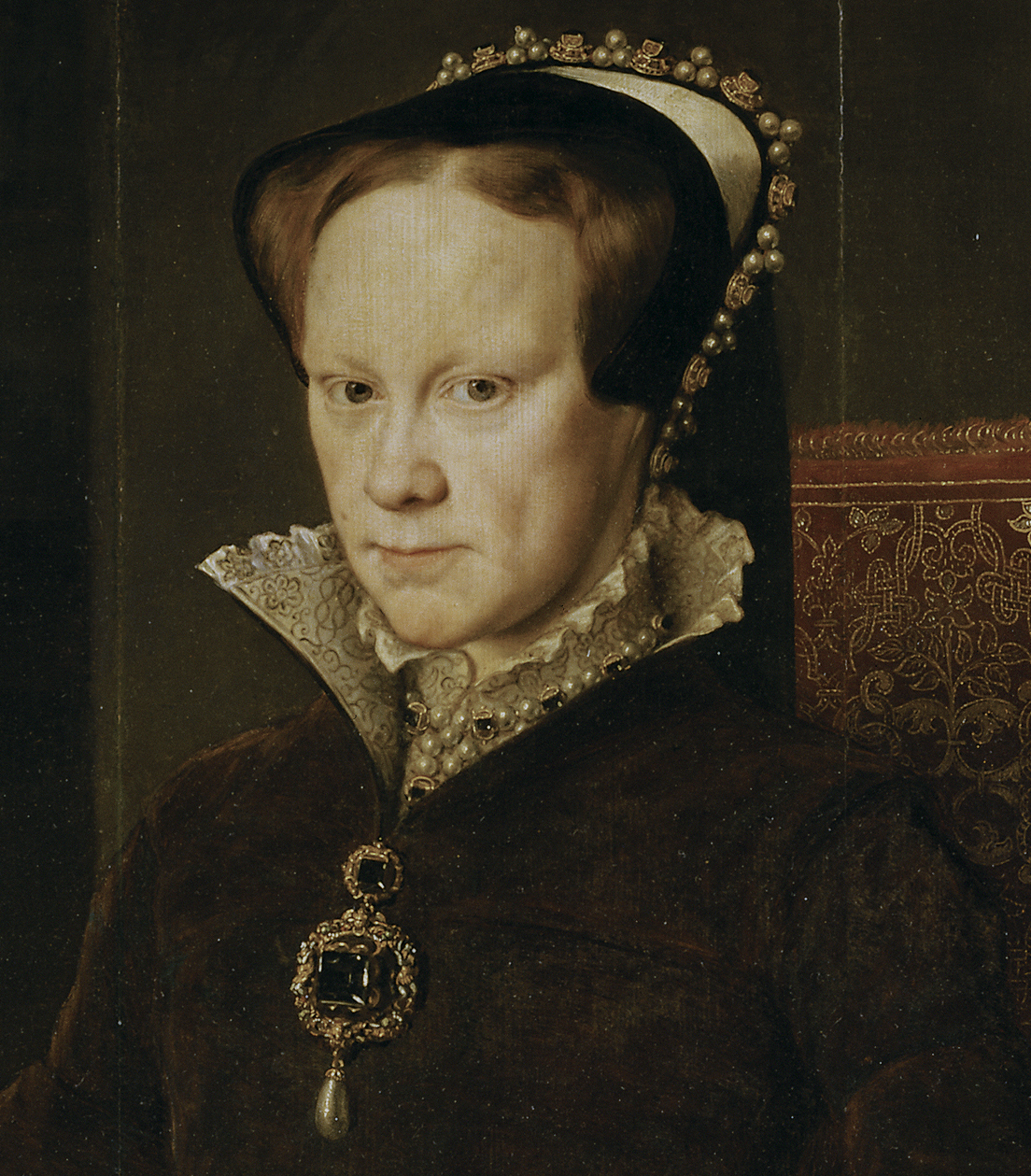
يُعتقد أن العديد من الصور والصور لماري الأولى ملكة إنجلترا تُظهر المجوهرات التي تم إحضارها إليها في قلعة جيلدفورد ووينشستر.

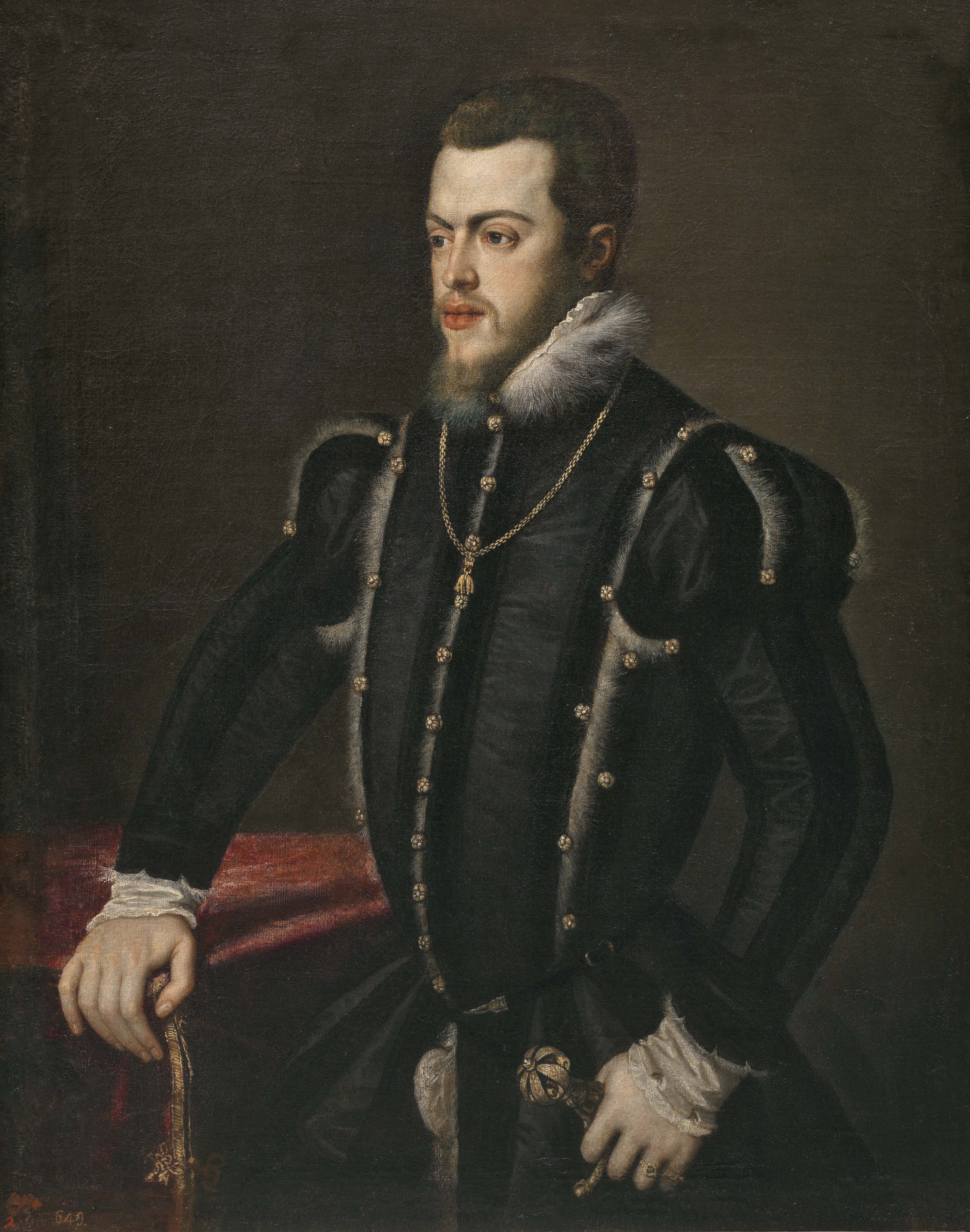
تمت إعارة صورة فيليب التي رسمها تيتيان لعروسه المرتقبة

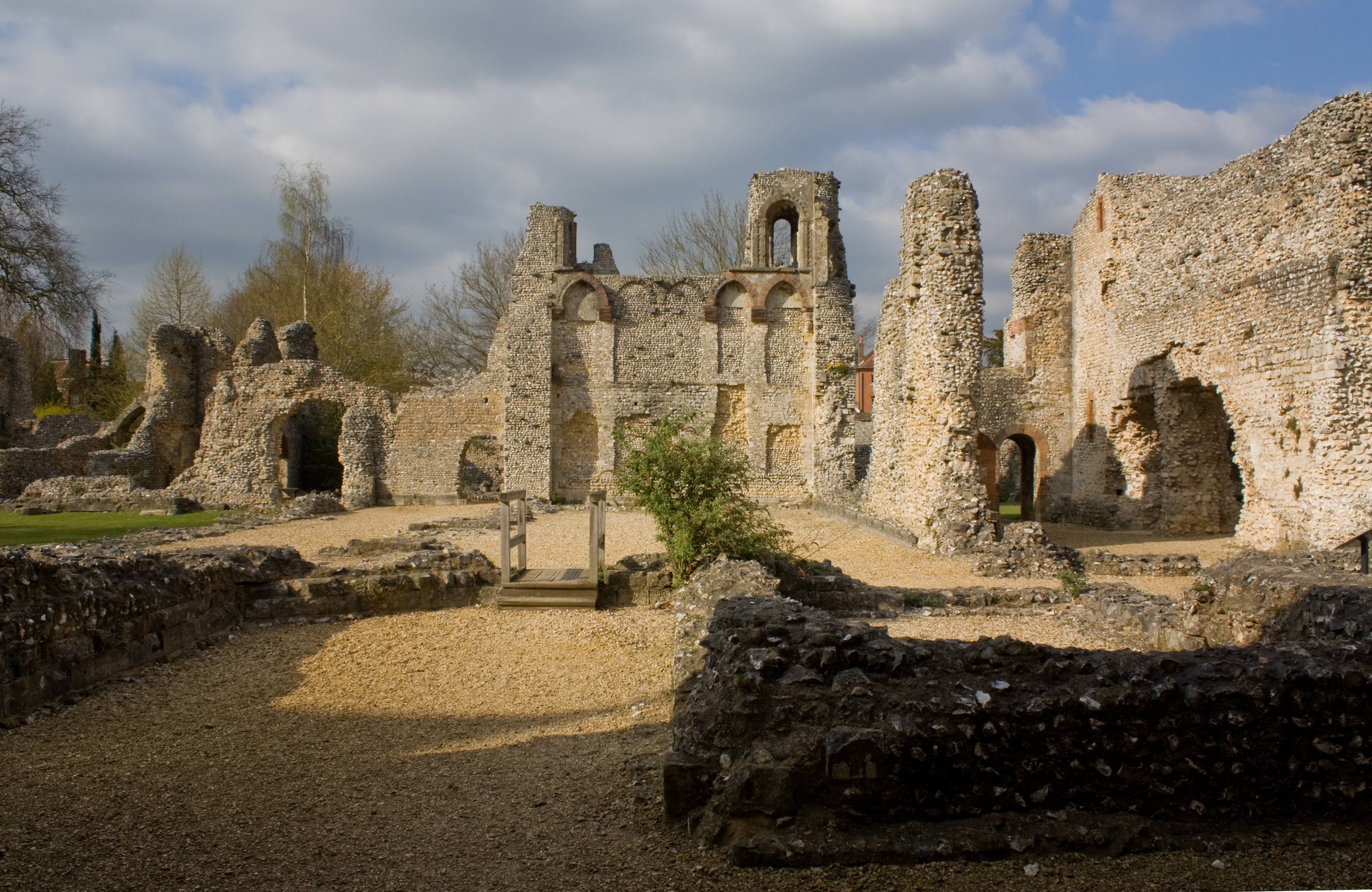
أقامت ماري في قصر الأسقف القديم في وينشستر، المعروف باسم قلعة ولفيسي.

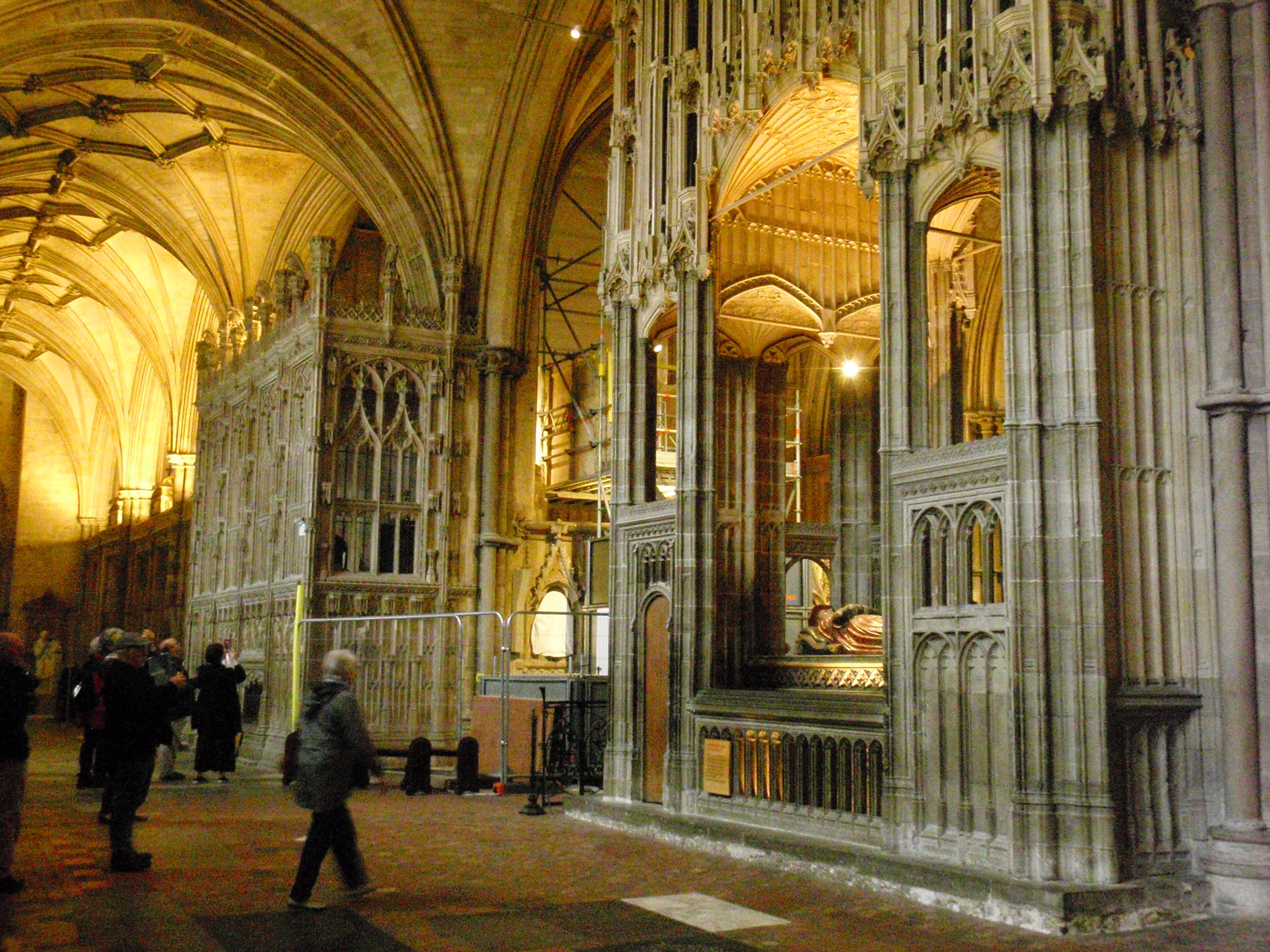
أقيم حفل الزفاف في كاتدرائية وينشستر في 25 يوليو 1554

تزوجت ماري الأولى ملكة إنجلترا (1516–1558) وفيليب ملك إسبانيا (لاحقًا فيليب الثاني؛ 1527–1598) في يوم  يوم الأربعاء 25 يوليو 1554 وتم الزفاف في كاتدرائية وينشستر 

## عقد الزواج
عارض العديد في إنجلترا زواج الملكة الجديدة من الأمير الأجنبي (الاسباني). يشير التاريخ الإسباني إلى معتقدات الشعب الإنجليزي المعادية للأجانب ، وكتب أنطوان بيرينوت دي جرانفيل ، أسقف أراس (الذي حصل على الزيت المستخدم لدهن مريم عند تتويجها ) أن الإنجليز لن يقبلوا الزواج إلا بصعوبة بالغة. ومع ذلك، كانت المواقف أكثر دقة، خاصة في لندن وغيرها من مراكز التجارة الدولية التي تستضيف مجتمعات المهاجرين.  كان من بين معارضي خطة الزواج من المستشارين الخاصين والعائلة المالكة روبرت روتشستر ، وفرانسيس إنجليفيلد ، وإدوارد فالديجريف . 

## روابط ومصادر خارجية
- ماري تيودور وحفل زفافها، فيديو: فريق التعلم في كاتدرائية وينشستر
- غونزالو فيلاسكو بيرينجير، "عندما كان لإنجلترا ملك إسباني، وماذا يخبرنا ذلك عن لقب كاميلا"، المحادثة، 23 أبريل 2023
- شيلا هيمسورث، “زواج فيليب الثاني ملك إسبانيا مع ماري تيودور”، وقائع نادي هامبشاير الميداني ، 22: 2 (1962)، الصفحات من 82 إلى 100، ثلاثة مصادر أساسية
- رونالد هيلتون، “زواج الملكة ماري وفيليب ملك إسبانيا”، وقائع نادي هامبشاير الميداني ، 14: 1 (1938)، الصفحات من 46 إلى 62
- إليزابيث لويس، “سقف مطلي من القرن السادس عشر من كلية وينشستر”، وقائع نادي هامبشاير الميداني ، 51 (1995/6)، الصفحات من 137 إلى 165
- إيرل دوسي ، “بعثة فيليب الثاني إلى إنجلترا”، المراجعة نصف الشهرية ، 25/31 (لندن، 1879)، الصفحات من 718 إلى 734، تعليق باللغة الإنجليزية على حساب مونيوز
- أندريس مونيوز، طريق فيليبي الثاني إلى إنجلترا (مدريد، 1877)، حساب مونيوز
- "زواج فيليب وماري"، مجموعة بنتلي المتنوعة ، 22 (1847)، الصفحات من 459 إلى 468، تتضمن ترجمة للرواية بواسطة خوان دي فارونا أو باراهونا
- خوان دي فارونا، أو باراهونا، 'Viaje de Felipe II'، Colección de documentos inéditos para la historia de España ، المجلد. 1 (مدريد، 1842)، الصفحات من 564 إلى 574
- Il trionfo delle superbe Nozze Fatte nel Sposalitio del Principe di il Spagna & la Regina d'Inghilterra ، كتب مهرجان المكتبة البريطانية نسخة محفوظة 22 سبتمبر 2022 على موقع واي باك مشين.
- توماس هيرن ، De rebus Britannicis Collectanea ، المجلد. 4 (لندن، 1774)، الصفحات من 398 إلى 400 “زواج الملكة ماري من فيليب برينس أوف سباين”.
- جزء من حساب خزانة ملابس ماري اللاتينية، BnF Gallica Anglais 176